# Coupe du monde de combiné nordique 2019-2020
Navigation
2018-2019 2020-2021
La coupe du monde de combiné nordique 2019-2020 est la 37e édition de la coupe du monde de combiné nordique, compétition de combiné nordique organisée annuellement. Elle se déroule du 29 novembre 2019 au 15 mars 2020 en onze étapes se déroulant dans six pays.
Le Norvégien Jarl-Magnus Riiber, tenant du titre, remporte le globe de cristal pour la deuxième fois consécutive.

## Organisation de la compétition

### Programme et sites de compétition
L'intégralité des onze sites de compétitions se trouve en Europe :
- Norvège ; trois sites (Lillehammer, Oslo & Trondheim) ;
- Finlande ; deux sites (Ruka et Lahti) ;
- Allemagne ; deux sites (Schonach et Oberstdorf) ;
- Autriche ; deux sites (Ramsau et Seefeld) ;
- Italie ; un site (Val di Fiemme) ;
- Estonie ; un site (Otepää).

### Format des épreuves
Il y a 24 courses au programme de la Coupe du monde, comme l'année précédente. Sur les 24 épreuves prévues, le calendrier compte vingt épreuves individuelles et quatre épreuves par équipes, dont deux sprints.

#### Individuel
Les athlètes exécutent premièrement un saut sur un tremplin suivi d’une course de ski de fond de 5 km, 10 km ou 15 km,. À la suite du saut, des points sont attribués pour la longueur et le style. Le départ de la course de ski de fond s'effectue selon la méthode Gundersen, le coureur occupant la première place du classement de saut s’élance en premier, et les autres s’élancent ensuite dans l’ordre fixé. Le premier skieur à franchir la ligne d’arrivée remporte l’épreuve,.
Les trente premiers athlètes à l'arrivée marquent des points suivants la répartition suivante :
| Place | Points | Place | Points | Place | Points |
| ----- | ------ | ----- | ------ | ----- | ------ |
| 1er   | 100    | 11e   | 24     | 21e   | 10     |
| 2e    | 80     | 12e   | 22     | 22e   | 9      |
| 3e    | 60     | 13e   | 20     | 23e   | 8      |
| 4e    | 50     | 14e   | 18     | 24e   | 7      |
| 5e    | 45     | 15e   | 16     | 25e   | 6      |
| 6e    | 40     | 16e   | 15     | 26e   | 5      |
| 7e    | 36     | 17e   | 14     | 27e   | 4      |
| 8e    | 32     | 18e   | 13     | 28e   | 3      |
| 9e    | 29     | 19e   | 12     | 29e   | 2      |
| 10e   | 26     | 20e   | 11     | 30e   | 1      |

#### Épreuve par équipes
Chaque équipe comprend quatre coureurs qui effectuent individuellement un saut sur le tremplin. On additionne ensuite les résultats de chaque membre de l’équipe. L’équipe qui obtient le pointage total le plus élevé sera la première équipe à partir dans la partie du ski de fond qui consiste en un relais 4 × 5 kilomètres. Comme dans les épreuves individuelles, on détermine les temps de départ dans un ordre fixé selon le tableau de Gundersen. L’équipe dont le premier skieur franchit la ligne d’arrivée remporte l’épreuve,.
Les nations ne peuvent engager qu'une équipe pour cette épreuve. Les huit premières équipes à l'arrivée marquent des points suivants la répartition suivante:
| Place  | 1er | 2e  | 3e  | 4e  | 5e  | 6e  | 7e  | 8e |
| ------ | --- | --- | --- | --- | --- | --- | --- | -- |
| Points | 400 | 350 | 300 | 250 | 200 | 150 | 100 | 50 |

#### Sprint par équipes
Cette épreuve est composée par équipe de deux. Les deux athlètes effectuent un saut chacun et des points sont attribués pour la longueur et le style. Le départ de la course de fond s'effectue selon la cotation suivante (1 point = 2 secondes). Un des athlètes occupant la première place du classement de saut s’élance en premier, et les autres s’élancent ensuite dans l’ordre fixé. La course de fond de 2 × 7,5 kilomètres avec changement d’athlète tous les 1,5 kilomètre. Le premier athlète à franchir la ligne d’arrivée permet à son équipe de remporter l’épreuve.
Les nations ne peuvent engager plus de deux équipes pour cette épreuve. Les huit premières équipes à l'arrivée marquent des points suivants la répartition suivante:
| Place  | 1er | 2e  | 3e  | 4e  | 5e  | 6e | 7e | 8e |
| ------ | --- | --- | --- | --- | --- | -- | -- | -- |
| Points | 200 | 175 | 150 | 125 | 100 | 75 | 50 | 25 |

#### Les Trois Jours du combiné nordique
Il s'agit d'un « temps fort » de la saison avec un règlement spécifique. La compétition se déroule sur trois jours consécutifs avec une course par jour. Les résultats se reportent de jour en jour : quatre secondes de retard sur le vainqueur du jour valent une pénalité d'un point lors du concours de saut du lendemain. Le vainqueur des Trois Jours est l'athlète qui passe la ligne en premier lors de la troisième course. Lors du premier jour, tous les athlètes peuvent participer à la course qui est composé d'un saut et de 5 kilomètres en ski de fond. Le deuxième jour, les cinquante premiers athlètes de la première course peuvent concourir à l'épreuve qui est composée d'un saut et de 10 kilomètres en ski de fond. Lors du dernier jour, les quarante meilleurs athlètes de la veille participent à la course qui est composée de deux sauts et de 15 kilomètres en ski de fond.
Lors des Trois Jours du combiné nordique, le système de points est différent des autres courses de la saison, la répartition est de la façon suivante :
| Place | Jour 1 et jour 2 | Jour 3 | Place | Jour 1 et jour 2 | Jour 3 | Place | Jour 1 et jour 2 | Jour 3 |
| ----- | ---------------- | ------ | ----- | ---------------- | ------ | ----- | ---------------- | ------ |
| 1er   | 50               | 200    | 11e   | 12               | 48     | 21e   | 5                | 20     |
| 2e    | 40               | 160    | 12e   | 11               | 44     | 22e   | 5                | 18     |
| 3e    | 30               | 120    | 13e   | 10               | 40     | 23e   | 4                | 16     |
| 4e    | 25               | 100    | 14e   | 9                | 36     | 24e   | 4                | 14     |
| 5e    | 23               | 90     | 15e   | 8                | 32     | 25e   | 3                | 12     |
| 6e    | 20               | 80     | 16e   | 8                | 30     | 26e   | 3                | 10     |
| 7e    | 18               | 72     | 17e   | 7                | 29     | 27e   | 2                | 8      |
| 8e    | 16               | 64     | 18e   | 7                | 26     | 28e   | 2                | 6      |
| 9e    | 15               | 58     | 19e   | 6                | 24     | 29e   | 1                | 4      |
| 10e   | 13               | 52     | 20e   | 6                | 22     | 30e   | 1                | 2      |

### Dotation financière
Les sommes suivantes sont versées aux athlètes après chaque course:
| Place                                           | 1re    | 2e     | 3e    | 4e    | 5e    | 6e    | 7e    | 8e    | 9e    | 10e   | 11e   | 12e   | 13e   | 14e   | 15e   | 16e   | 17e   | 18e   | 19e   | 20e   |
| ----------------------------------------------- | ------ | ------ | ----- | ----- | ----- | ----- | ----- | ----- | ----- | ----- | ----- | ----- | ----- | ----- | ----- | ----- | ----- | ----- | ----- | ----- |
| Épreuve individuelle                            | 8 000  | 6 000  | 4 000 | 2 500 | 2 000 | 1 500 | 1 300 | 1 100 | 920   | 800   | 700   | 650   | 600   | 550   | 510   | 460   | 430   | 400   | 380   | 350   |
| Épreuve par équipes                             | 16 000 | 10 000 | 4 000 |       |       |       |       |       |       |       |       |       |       |       |       |       |       |       |       |       |
| Sprint par équipes                              | 12 000 | 8 000  | 4 000 | 3 000 | 2 000 | 1 000 |       |       |       |       |       |       |       |       |       |       |       |       |       |       |
| Jour 1, 2 et 3 du Ruka Tour                     | 5 000  | 3 000  | 2 000 |       |       |       |       |       |       |       |       |       |       |       |       |       |       |       |       |       |
| Classement général du Ruka Tour                 | 15 000 | 10 000 | 7 500 | 3 750 | 3 250 | 3 071 | 2 887 | 2 714 | 2 550 | 2 398 | 2 255 | 2 120 | 1 995 | 1 875 | 1 760 | 1 655 | 1 570 | 1 470 | 1 380 | 1 300 |
| Jour 1 et 2 des Trois Jours du combiné nordique | 4 000  | 3 000  | 2 000 | 1 250 | 1 000 | 750   | 650   | 550   | 460   | 400   | 350   | 325   | 300   | 275   | 255   | 230   | 215   | 200   | 190   | 175   |
| Jour 3 des Trois Jours du combiné nordique      | 16 000 | 12 000 | 8 000 | 5 000 | 4 000 | 3 000 | 2 600 | 2 200 | 1 840 | 1 600 | 1 400 | 1 300 | 1 200 | 1 100 | 1 020 | 920   | 860   | 800   | 760   | 700   |

Il y a 7 000 CHF pour le meilleur fondeur et la même somme pour le meilleur sauteur. :
| Place              | 1er    | 2e    | 3e    | 4e    | 5e    | 6e    |
| ------------------ | ------ | ----- | ----- | ----- | ----- | ----- |
| Classement général | 14 440 | 9 500 | 5 700 | 3 800 | 2 660 | 1 900 |

## Compétition

### Avant-saison

#### Athlètes qualifiés
Le nombre de participants autorisés par nations est calculé après chaque période (la saison est divisée en quatre périodes) en fonction :
- du FIS World Ranking qui est un indicateur qui prend notamment en compte le classement général de la compétition
- le classement de la coupe continentale

Le quota maximal est de 11 athlètes.
Sont sélectionnables :
- les athlètes nés avant l'an 2003 ;
- les athlètes ayant inscrits des points en coupe du monde ;
- les athlètes ayant inscrits des points en coupe continentale lors de la saison en cours ou lors de la saison précédente ;
- les médaillés dans les épreuves individuelles des précédents Championnats du monde junior. Ils ne se sont sélectionnables que jusqu'au début des Championnats du monde junior.

### Déroulement de la compétition

#### Ruka
Le 29, quadruplé norvégien : Jarl Magnus Riiber remporte l'épreuve devant Espen Bjørnstad, Jens Lurås Oftebro et Jørgen Graabak. Un tel quadruplé norvégien ne s'est produit que deux fois en Coupe du monde, la dernière fois lors de l'épreuve de Steamboat Springs du 11 décembre 1996.

## Classement général
| Rang | Nom                | Points |
| ---- | ------------------ | ------ |
| 1    | Jarl Magnus Riiber | 1586   |
| 2    | Jørgen Graabak     | 1106   |
| 3    | Vinzenz Geiger     | 917    |
| 4    | Jens Lurås Oftebro | 790    |
| 5    | Fabian Riessle     | 658    |
| 6    | Espen Bjørnstad    | 606    |
| 7    | Eric Frenzel       | 565    |
| 8    | Ilkka Herola       | 564    |
| 9    | Akito Watabe       | 449    |
| 10   | Manuel Faisst      | 418    |

| Rang | Nation     | Points |
| ---- | ---------- | ------ |
| 1    | Norvège    | 5660   |
| 2    | Allemagne  | 3826   |
| 3    | Autriche   | 2517   |
| 4    | Japon      | 1311   |
| 5    | Finlande   | 1054   |
| 6    | Italie     | 622    |
| 7    | France     | 368    |
| 8    | Tchéquie   | 305    |
| 9    | Estonie    | 56     |
| 10   | États-Unis | 55     |

| Rang | Nom               | Points |
| ---- | ----------------- | ------ |
| 1    | Ilkka Herola      | 1017   |
| 2    | Alessandro Pittin | 939    |
| 3    | Eric Frenzel      | 925    |
| 4    | Jørgen Graabak    | 886    |
| 5    | Vinzenz Geiger    | 846    |
| 6    | Johannes Rydzek   | 756    |
| 7    | Fabian Riessle    | 652    |
| 8    | Eero Hirvonen     | 544    |
| 9    | Lukas Greiderer   | 513    |
| 10   | Samuel Costa      | 395    |

| Rang | Nom                | Points |
| ---- | ------------------ | ------ |
| 1    | Jarl Magnus Riiber | 1480   |
| 2    | Jens Lurås Oftebro | 1052   |
| 3    | Espen Bjørnstad    | 889    |
| 4    | Franz-Josef Rehrl  | 710    |
| 5    | Akito Watabe       | 635    |
| 6    | Martin Fritz       | 517    |
| 7    | Ryōta Yamamoto     | 507    |
| 8    | Jørgen Graabak     | 499    |
| 9    | Manuel Faisst      | 489    |
| 10   | Vinzenz Geiger     | 368    |

## Résultats
| 2e édition du Ruka Tour                     |                   |                                     |                    |                 |                    |                      |
| Étape                                       | Date              | Épreuve                             | Vainqueur          | Deuxième        | Troisième          | Leader du classement |
| 1                                           | 29 novembre 2019  | Gundersen individuel HS 142 — 5 km  | Jarl Magnus Riiber | Espen Bjørnstad | Jens Lurås Oftebro | Jarl Magnus Riiber   |
| 2                                           | 30 novembre 2019  | Gundersen individuel HS 142 — 10 km | Jarl Magnus Riiber | Vinzenz Geiger  | Jens Lurås Oftebro | Jarl Magnus Riiber   |
| 3                                           | 1er décembre 2019 | Gundersen individuel HS 142 — 10 km | Jarl Magnus Riiber | Jørgen Graabak  | Jens Lurås Oftebro | Jarl Magnus Riiber   |
| Vainqueur du Ruka Tour : Jarl Magnus Riiber |                   |                                     |                    |                 |                    |                      |

| Étape | Date            | Épreuve                             | Vainqueur          | Deuxième       | Troisième      | Leader du classement |
| ----- | --------------- | ----------------------------------- | ------------------ | -------------- | -------------- | -------------------- |
| 4     | 7 décembre 2019 | Gundersen individuel HS 140 — 10 km | Jarl Magnus Riiber | Jørgen Graabak | Fabian Rießle  | Jarl Magnus Riiber   |
| 5     | 8 décembre 2019 | Gundersen individuel HS 140 — 10 km | Jarl Magnus Riiber | Jørgen Graabak | Vinzenz Geiger | Jarl Magnus Riiber   |

| Étape | Date             | Épreuve                            | Vainqueur          | Deuxième           | Troisième      | Leader du classement |
| ----- | ---------------- | ---------------------------------- | ------------------ | ------------------ | -------------- | -------------------- |
| 6     | 21 décembre 2019 | Gundersen individuel HS 98 — 10 km | Vinzenz Geiger     | Jarl Magnus Riiber | Fabian Rießle  | Jarl Magnus Riiber   |
| 7     | 22 décembre 2019 | Gundersen individuel HS 98 — 10 km | Jarl Magnus Riiber | Jørgen Graabak     | Vinzenz Geiger | Jarl Magnus Riiber   |

| Étape | Date            | Épreuve                             | Vainqueur                                      | Deuxième                                    | Troisième                                   | Leader du classement |
| ----- | --------------- | ----------------------------------- | ---------------------------------------------- | ------------------------------------------- | ------------------------------------------- | -------------------- |
| 8     | 10 janvier 2020 | Gundersen individuel HS 104 — 10 km | Jarl Magnus Riiber                             | Vinzenz Geiger                              | Jørgen Graabak                              | Jarl Magnus Riiber   |
| 9     | 11 janvier 2020 | Gundersen individuel HS 104 — 10 km | Vinzenz Geiger                                 | Jarl Magnus Riiber                          | Jørgen Graabak                              | Jarl Magnus Riiber   |
| 10    | 12 janvier 2020 | Sprint par équipes HS 104           | Norvège I- Jørgen Graabak - Jarl Magnus Riiber | Allemagne I- Fabian Rießle - Vinzenz Geiger | Autriche II- Lukas Greiderer - Martin Fritz |                      |

| Étape | Date            | Épreuve                             | Vainqueur                                                                           | Deuxième                                                                   | Troisième                                                             | Leader du classement |
| ----- | --------------- | ----------------------------------- | ----------------------------------------------------------------------------------- | -------------------------------------------------------------------------- | --------------------------------------------------------------------- | -------------------- |
| 11    | 25 janvier 2020 | Par équipes HS 140                  | Norvège- Espen Bjørnstad - Jens Lurås Oftebro - Jørgen Graabak - Jarl Magnus Riiber | Allemagne- Fabian Rießle - Johannes Rydzek - Manuel Faißt - Vinzenz Geiger | Japon- Akito Watabe - Ryōta Yamamoto - Hideaki Nagai - Yoshito Watabe |                      |
| 12    | 26 janvier 2020 | Gundersen individuel HS 140 — 10 km | Jarl Magnus Riiber                                                                  | Jens Lurås Oftebro                                                         | Franz-Josef Rehrl                                                     | Jarl Magnus Riiber   |

|                                                |                  |                                     |                    |                |                |                      |
| Les Trois Jours du combiné nordique            |                  |                                     |                    |                |                |                      |
| Étape                                          | Date             | Épreuve                             | Vainqueur          | Deuxième       | Troisième      | Leader du classement |
| 13                                             | 31 janvier 2020  | Gundersen individuel HS 109 — 5 km  | Jarl Magnus Riiber | Vinzenz Geiger | Jørgen Graabak | Jarl Magnus Riiber   |
| 14                                             | 1er février 2020 | Gundersen individuel HS 109 — 10 km | Jarl Magnus Riiber | Jørgen Graabak | Vinzenz Geiger | Jarl Magnus Riiber   |
| 15                                             | 2 février 2020   | Gundersen individuel HS 109 — 15 km | Jarl Magnus Riiber | Jørgen Graabak | Vinzenz Geiger | Jarl Magnus Riiber   |
| Vainqueur des Trois Jours : Jarl Magnus Riiber |                  |                                     |                    |                |                |                      |
|                                                |                  |                                     |                    |                |                |                      |

| Étape | Date           | Épreuve                             | Vainqueur         | Deuxième          | Troisième         | Leader du classement |
| ----- | -------------- | ----------------------------------- | ----------------- | ----------------- | ----------------- | -------------------- |
| -     | 8 février 2020 | Gundersen individuel HS 100 — 10 km | Épreuves annulées | Épreuves annulées | Épreuves annulées | Épreuves annulées    |
| -     | 9 février 2020 | Gundersen individuel HS 100 — 10 km | Épreuves annulées | Épreuves annulées | Épreuves annulées | Épreuves annulées    |

| Étape | Date            | Épreuve                             | Vainqueur          | Deuxième           | Troisième       | Leader du classement |
| ----- | --------------- | ----------------------------------- | ------------------ | ------------------ | --------------- | -------------------- |
| 16    | 22 février 2020 | Gundersen individuel HS 138 — 10 km | Jarl Magnus Riiber | Jørgen Graabak     | Ilkka Herola    | Jarl Magnus Riiber   |
| 17    | 23 février 2020 | Gundersen individuel HS 138 — 10 km | Jarl Magnus Riiber | Jens Lurås Oftebro | Espen Bjørnstad | Jarl Magnus Riiber   |

| Étape | Date            | Épreuve                             | Vainqueur                                      | Deuxième                                  | Troisième                                      | Leader du classement |
| ----- | --------------- | ----------------------------------- | ---------------------------------------------- | ----------------------------------------- | ---------------------------------------------- | -------------------- |
| 18    | 29 février 2020 | Sprint par équipe HS 130            | Norvège I- Jørgen Graabak - Jarl Magnus Riiber | Allemagne I- Terence Weber - Manuel Faißt | Allemagne II- Johannes Rydzek - Vinzenz Geiger |                      |
| 19    | 1er mars 2020   | Gundersen individuel HS 130 — 10 km | Akito Watabe                                   | Jørgen Graabak                            | Vinzenz Geiger                                 | Jarl Magnus Riiber   |

| Étape | Date        | Épreuve                             | Vainqueur          | Deuxième      | Troisième    | Leader du classement |
| ----- | ----------- | ----------------------------------- | ------------------ | ------------- | ------------ | -------------------- |
| 20    | 7 mars 2020 | Gundersen individuel HS 134 — 10 km | Jarl Magnus Riiber | Fabian Rießle | Ilkka Herola | Jarl Magnus Riiber   |

| Étape | Date         | Épreuve                             | Vainqueur         | Deuxième          | Troisième         | Leader du classement |
| ----- | ------------ | ----------------------------------- | ----------------- | ----------------- | ----------------- | -------------------- |
| -     | 14 mars 2020 | Gundersen individuel HS 106 — 10 km | Épreuves annulées | Épreuves annulées | Épreuves annulées | Épreuves annulées    |
| -     | 15 mars 2020 | Gundersen individuel HS 106 — 15 km | Épreuves annulées | Épreuves annulées | Épreuves annulées | Épreuves annulées    |